# Carlos García Badías

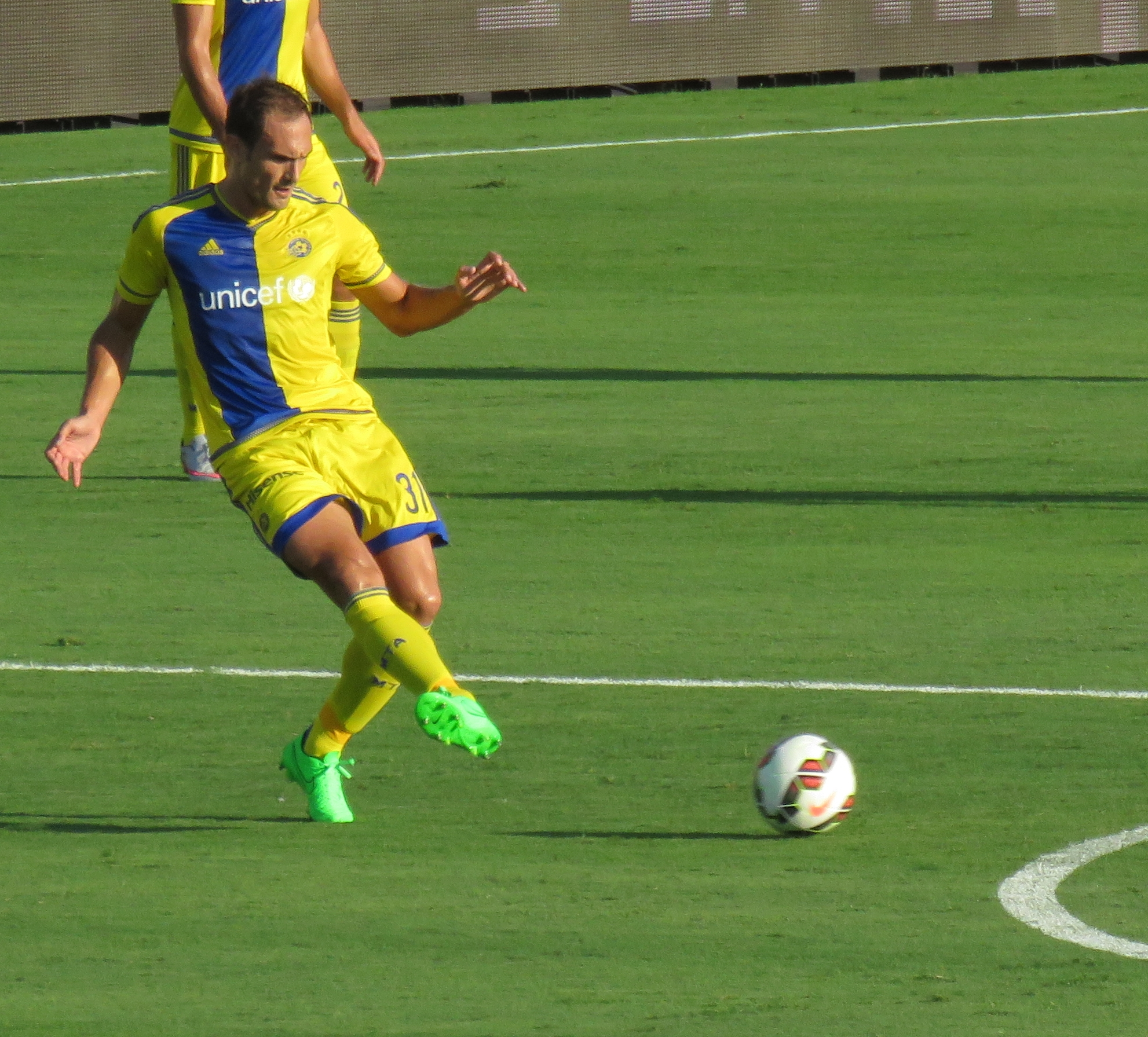
Carlos García Badías

Carlos García Badías (Barcelona, 29 april 1984) is een Spaans profvoetballer. Hij speelt sinds 2005 als verdediger bij UD Almería.

## Clubvoetbal
Carlos García speelde in de jeugdopleiding van RCD Espanyol en het tweede elftal van de club. In het seizoen 2003/2004 behoorde hij tot de selectie van het eerste elftal. In het seizoen 2004/2005 speelde de verdediger voor Polideportivo Ejido. In 2005 werd Carlos García gecontracteerd door UD Almería. Met deze club promoveerde hij in 2007 naar de Primera División.

## Nationaal elftal
Carlos García speelde nog nooit voor het Spaans nationaal elftal, hoewel hij in 2001 met het jeugdteam kampioen werd op het Europees kampioenschap Onder-17 en in 2003 tweede werd op het WK Onder-20. Verder speelde de verdediger in het Catalaans elftal. Zijn debuut maakte Carlos García in december 2007 tegen Baskenland.